# خوانیس آرخیلاگوس
خوانیس آرخیلاگوس (اسپانیایی: Joahnys Argilagos‎؛ زادهٔ ۱۱ ژانویهٔ ۱۹۹۷) بوکسور اهل کوبا است.